# دوره بیستم مجلس شورای ملی
دوره بیستم مجلس شورای ملی در ۲ اسفند ۱۳۳۹ (۲۰ شوال ۱۳۷۵ ه‍. ق) بازگشایی شد و در ۱۹ اردیبهشت ۱۳۴۰ (۱۴ ذی‌الحجه ۱۳۷۹ ه‍. ق) به دستور محمدرضا شاه منحل شد.
انتخابات این دوره ابتدا در تابستان ۱۳۳۹ برگزار شد و پس از اعتراض و ابطال، دوباره در زمستان به انجام رسید. نخستین جلسهٔ رسمی مجلس در روز ۱۱ اسفند ۱۳۳۹ برگزار شد. در اردیبهشت ۱۳۴۰ شاه به درخواست امینی مجلسین را به منظور بازنگری در قانون انتخابات منحل کرد.
ریاست مجلس بیستم در دست رضا حکمت بود. ۱۷۷ نماینده به مجلس راه یافتند و انتخابات برای ۱۹ کرسی انجام نشد. در این دورهٔ مجلس، شمار بسیار اندکی قانون به تصویب رسید.

## رخدادهای مهم

### انتخابات، افتتاح و ریاست مجلس
فرمان انتخابات مجلس بیستم در ۱۸ دی ۱۳۳۸ توسط شاه صادر شد و انتخابات در ۳۰ تیر ۱۳۳۹ با دستور وزارت کشور آغاز شد که در نتیجهٔ آن حزب میلیون به ریاست منوچهر اقبال (نخست وزیر) با کسب ۱۰۴ کرسی، اکثریت را به دست آورد. پس از اعتراضات عمومی به نتیجه انتخابات، شاه در ۶ شهریور نارضایتی خود از جریان انتخابات را اعلام کرد و در همان روز، اقبال استعفا کرد. شاه در روز بعد شریف امامی را به نخست‌وزیری منصوب کرد. انتخابات ابطال شد و شریف امامی کابینهٔ خود را در پاییز ۱۳۳۹ معرفی کرد. دستور انتخابات مجدد در ۱۴ دی صادر شد و مجلس در روز دوم اسفند گشایش یافت. ۹ روز بعد، نخستین جلسه رسمی با نطق شاه آغاز شد. انتخابات هیئت رئیسه در ۱۴ اسفند برگزار شد و رضا حکمت دوباره به ریاست مجلس رسید.

### استیضاح و انحلال
اعتصاب معلمان و تجمع در برابر مجلس به تشنج گرایید و با دخالت نیروی نظامی، یک دبیر کشته شد. در ۱۴ اردیبهشت، دو تن از نمایندگان دولت شریف امامی را استیضاح کردند. شریف امامی پس از درگیری با نمایندگان از مجلس خارج شد و استعفا کرد. سپس شاه علی امینی را در ۱۶ اردیبهشت مأمور تشکیل کابینه کرد. امینی از شاه درخواست کرد مجلس شورای ملی و سنا را منحل کند و شاه در ۱۹ اردیبهشت انحلال مجلسین را اعلام کرد.